# Курінь

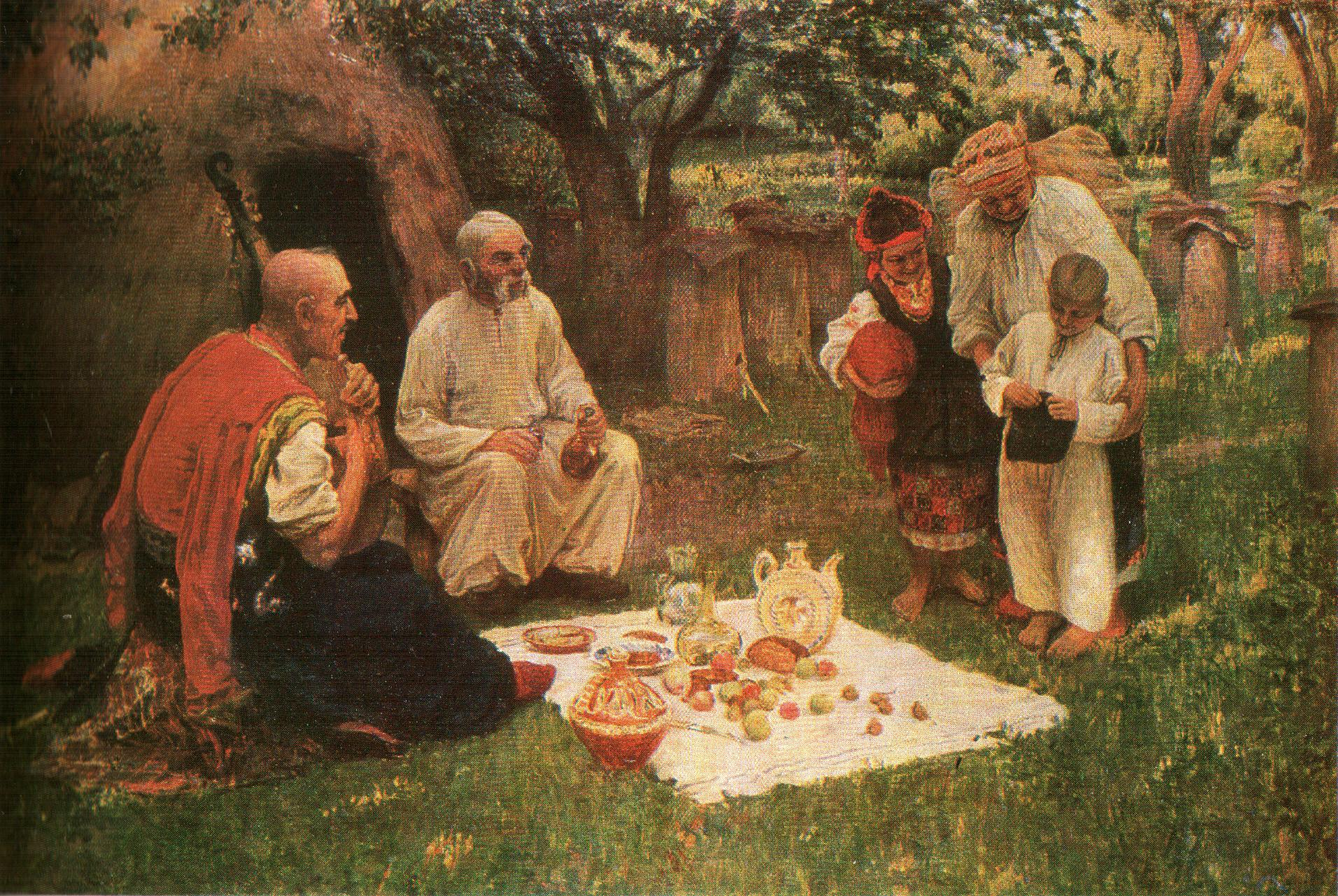
Фотій Красицький, «Гість із Запоріжжя» — на картині зображений курінь пасічника

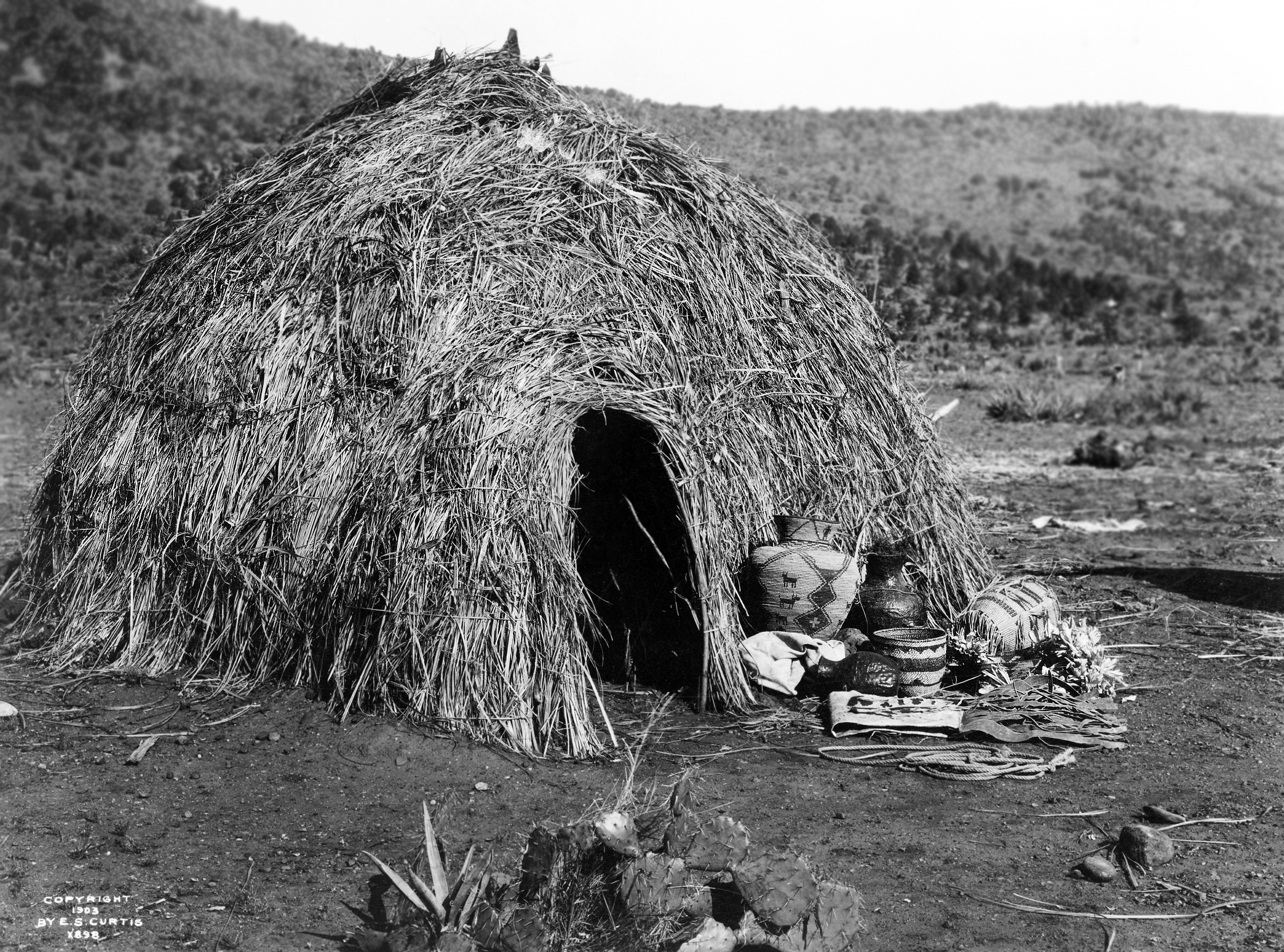
Вігвам апачів, 1903 — дуже схожий на стародавній козацький курінь

Курі́нь — легка будівля, часто тимчасова, призначена для ночівлі, зимівлі і т. д. Інші назви куреня — буда, катра́га, катря́га (переважно на пасіці), заст. сала́ш.
Колись курені мали дуже різні розміри — від невеликої будівлі, складеної з гілок дерева з листям, чи з жердин і вкритої соломою, сторожки (на городах, баштанах і таке інше) до міцної великої хати з товстих дубових брусів на кілька сот осіб.
Слово курінь має тюркське походження: пор. чаг. kürän («загін воїнів»), уйг. kürijän («обоз»). Згідно з турецько-татарськими словниками, курінь — «натовп», «плем'я», «загін», «корпус», «полк». В імперії Чингісхана куренем називалась найменша одиниця громадського і військового управління; курені підкорялись агам, зайсангам, шулепгам і утворювали окремі військові частини (підрозділи), складені за родовою ознакою. Сумнівним слід визнати етимологічний зв'язок слова з прасл. *kuriti («курити», «випускати дим»). Застаріле салаш (шалаш) походить через угор. szállás («нічліг, житло, бівуак») від тур. salaş («намет»).

## Історія

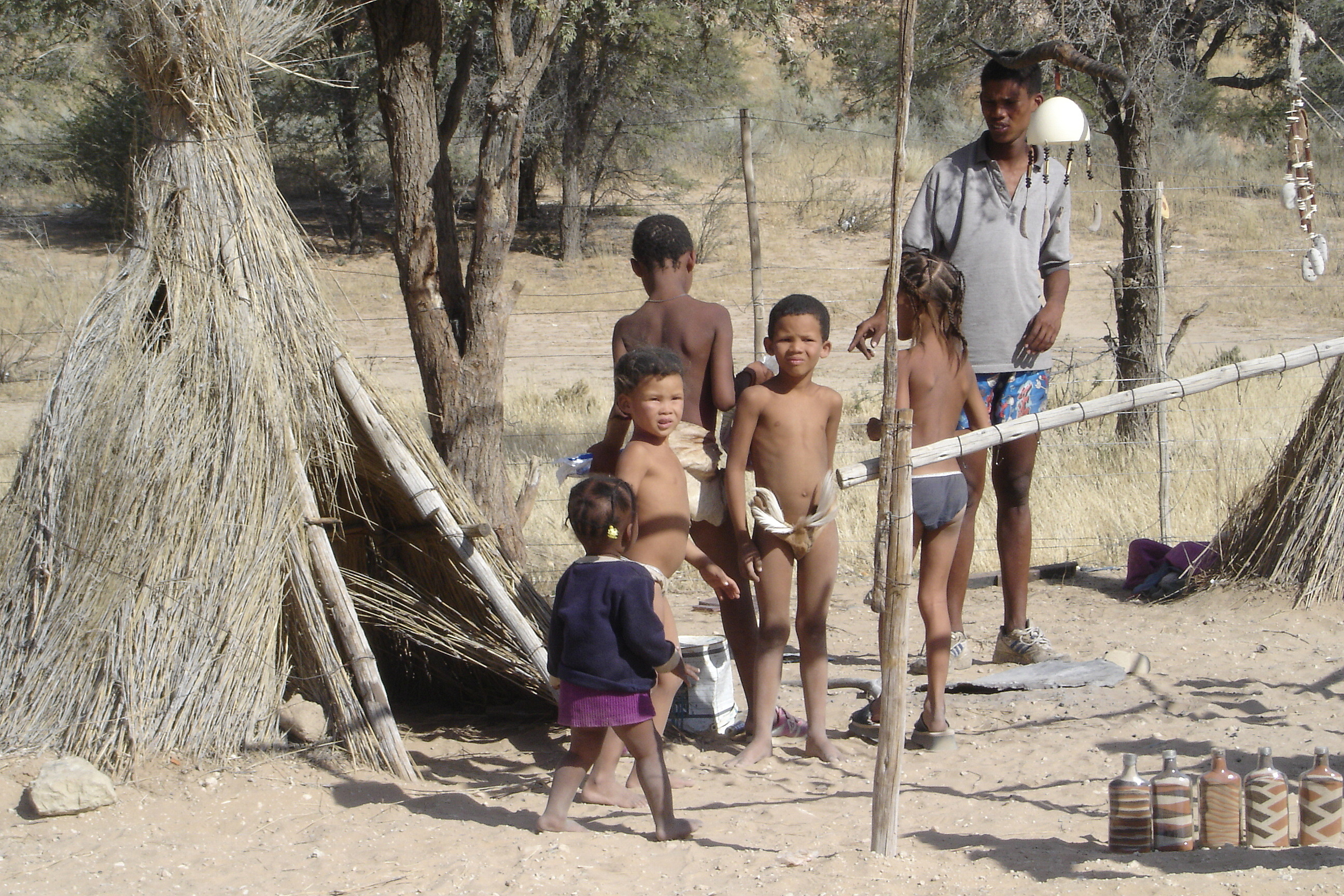
Курінь у заповіднику Центральна Калахарі

Очевидно, курінь був першою спорудою людини, що слугувала для укриття від негоди. Схожі тимчасові будови для ночівлі створюють деякі людиноподібні мавпи, зокрема шимпанзе.

### В Україні
Курені мали велике значення для напівкочового населення української частини Великого Степу зі стародавніх часів і ймовірно їх історія прослідковується ще з часів половців і печенігів, а можливо і скіфів. Це можна пояснити тим, що кліматичні особливості українських степів на відміну від степів східної частини Великого Степу чинять необхідною зимівку людей і худоби.
Тож не дивно, що у військах людності цієї частини Степу вже в старі часи знаходимо поділ на окремі підрозділи — курені. Цей поділ згодом стає однією з основ адміністративно-земельного устрою Запорізької Січі, де так само як і в старі часи курінь — це одночасно і хата для проживання козаків на Січі, і підрозділ, який закріплений за цією хатою.

## Види куренів

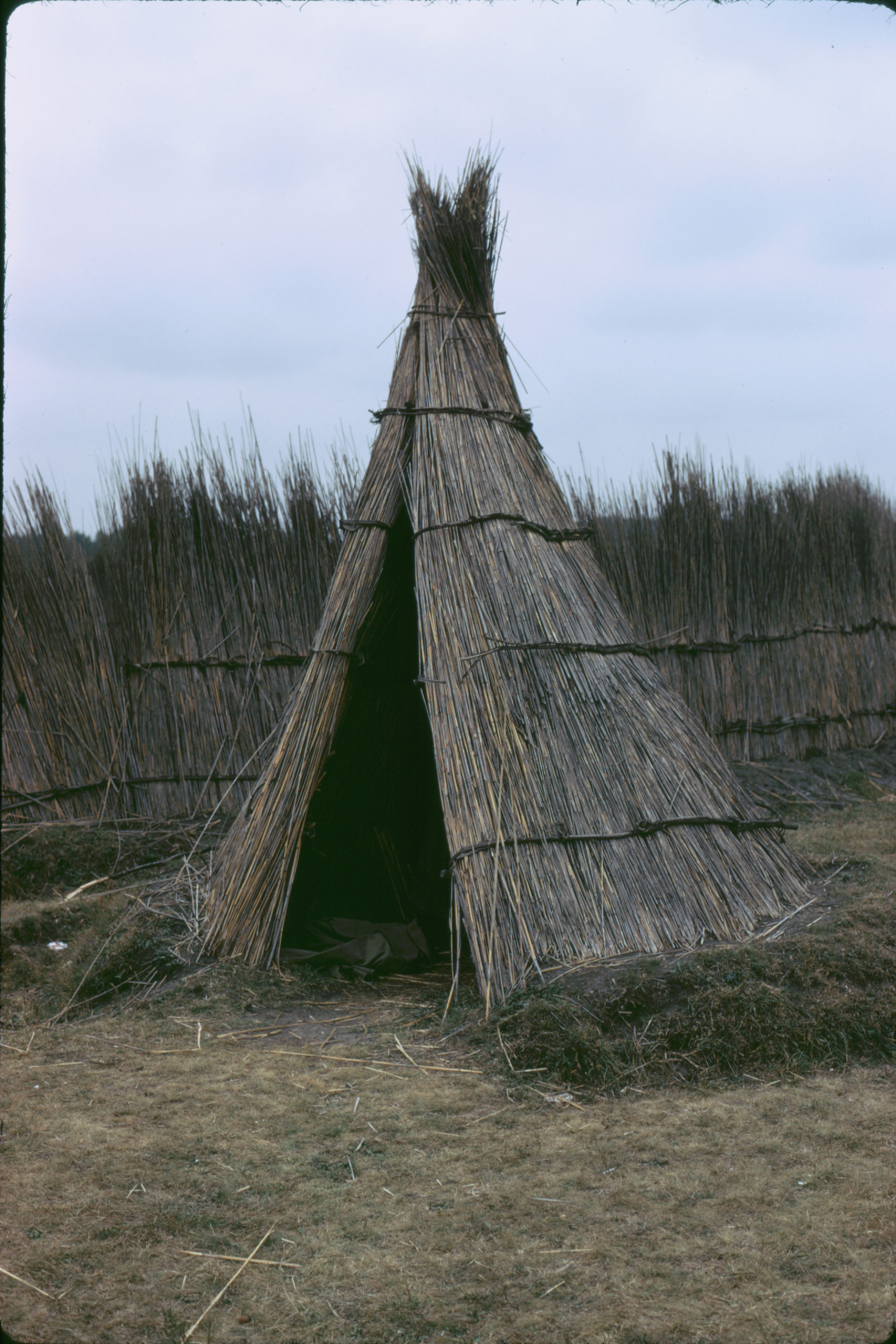
Конусоподібний курінь

### Односхилий курінь
Односхилий курінь має вигляд нахиленого навісу. Для його влаштування встановлюються дві стійки з розвилинами, на які укладається поперечина, а на неї кладуться кінцями жердини покрівлі.

### Двосхильний курінь
Двосхильний курінь роблять за тим самим принципом, але жердини кладуть з обох боків поперечини.

## Курені на Запоріжжі
За словами Адріана Кащенка: «Звалися поділи Війська Запорозького куренями через те, що у перші часи існування Січі запорожці жили по куренях. Ті курені були довгі, щоб у всякому можливо було міститися кільком сотням товариства, і вкривалися вони очеретом, а зверху ще й звіриними шкурами, щоб було зимою тепліше. З часом замість куренів по січах почали будувати для товариства довгі хати, по 12—15 сажнів завдовжки всяка хата, і хоч запорожці жили вже по хатах з самого початку XVII століття, та, проте вже й ті хати почали зватися куренями, бо запорожці звикли до тієї назви.»

З розповіді запорізького козака Микити Леонтієвича Коржа, записаної Олексою Стороженком: 
|  | Наші курені не такі були, як ті, що скотарі робили собі по степах. Наші були збудовані з квадрових брусів, наш батько — Великий Луг — наділяв нас лісом вдоволь. Курінь був, неначе той будинок, шістсот козаків і більш містилось в ньому, а строївся він, неначе трапеза яка, без перегородок і кімнат, а кругом побіля стін стояли столи і лавки, щоб було на чому за обідом сидіти. Образи були у нас дуже багаті, в срібних, в золотих шатах, а посередині куреня висіли панікадила, лампадки і у великі празники засвічувались. Вікна були великі, і часто грубки кахляні, галанські, як у мене в хаті; а печі, де пекли хліб, були особливо, в другій будові, там же і кухарі варили різні потрави: тетерю, борщ, галушки, хляки, рибу на стябло, свинячу голову до хріну і локшину на переміну, — додав старий з «Енеїди» Котляревського, — і другі потрави, які водились по запорозькому звичаю. Як було зготують обід, то кухарі і ставлять на сирно по всіх столах дерев'яні ваганки з потравою, а між ними у великих кінвах, теж дерев'яних, трунки: горілку, мед, пиво і брагу, а кругом на кінвах вішали корячки, по-запорозьки — михайлики, бо в Січі тих чарок і шклянок не знали. Як же вже козаки прийдуть з отаманом обідати, то, помолившись Богу, отаман сіда на покуті, а там з ним і козаки, та й починають трапезувать; а як кухарі розносять рибу на стябло, то по звичаю голови складають перед отаманом. Пообідавши, моляться богові, кланяються один одному і отаманові і дякують кухаря. «Спасибі, братчику, — кажуть, — що добре козаків нагодував!» Виходячи, отаман і всі козаки клали в карнавку по копійці, а деякі і більш, І розходились куди кому треба, а карнавочні гроші збирав кухар і купував на базарі на завтрашній обід з'їсне. Варили по куренях три рази в день, не в горшках, а в мідних або чавунних казанах, і не в печах, а на кабиці. |

## Рибальський курінь
На Дніпрових порогах до 1928—1932 років за зразком козацьких існували рибальські курені.

## Південноросійський курінь
На Півдні Росії (Дону, Кубані) «куренем» називалося козацьке житло, дерев'яна або мазана хата.
Згідно зі словником Грінченка, «куренем» могли називати хату й на Поділлі (у той час, як слово «хата» вживали в значенні «могила»). У журналі «Основа» засвідчена фраза «Хати наші на цвинтарі, а вас просю до куріня».

## Галерея

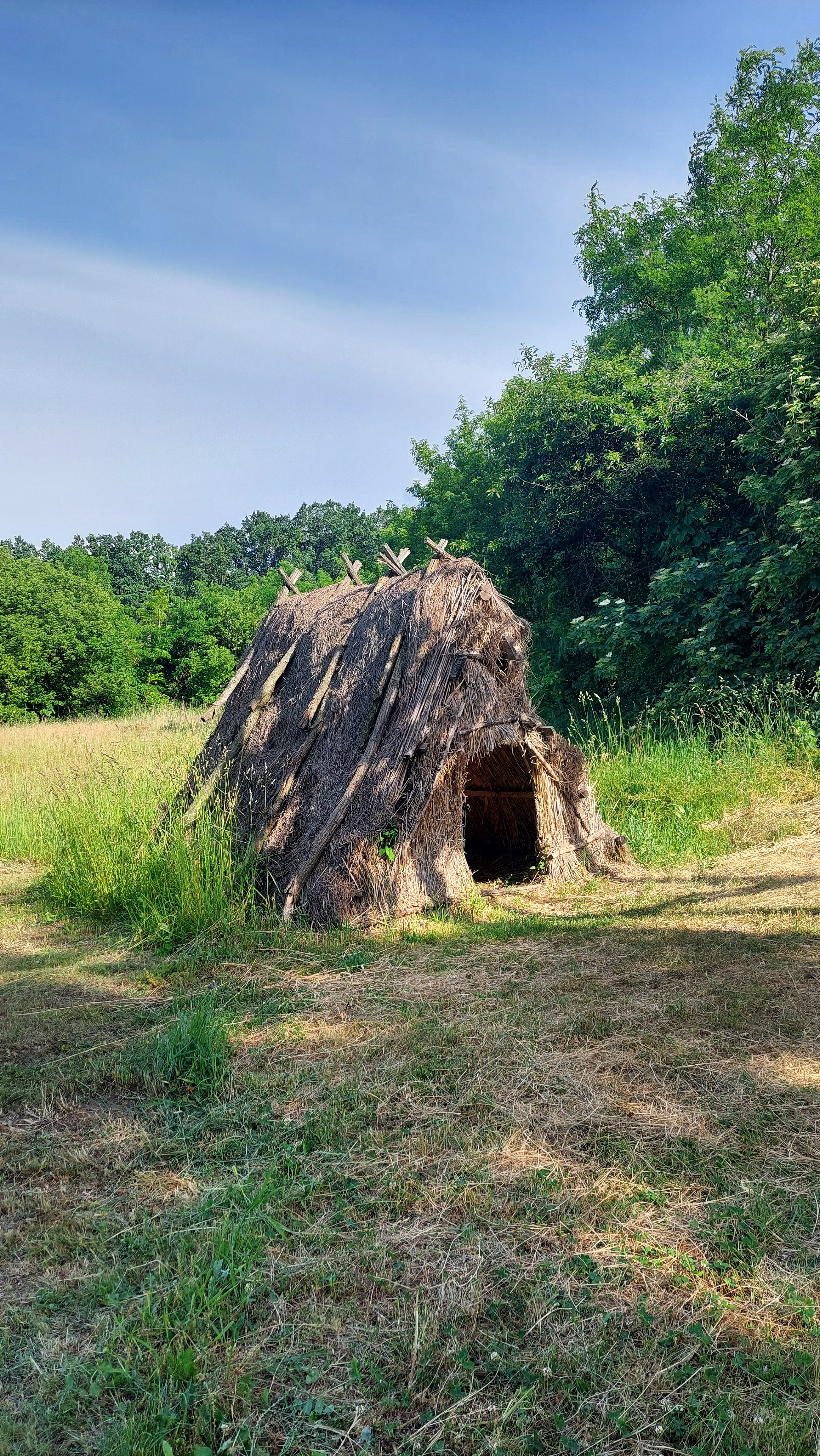
Курінь у Суботові

## Інше
- Пластовий курінь — організаційна і структурна одиниця Пласту.
- Канцелярський курінь — спеціальний навчальний заклад напіввійськового типу в Україні у XVII—XVIII ст.